# Les Moomins (série télévisée d'animation)
Les Moomins (楽しいムーミン一家, Tanoshii Mūmin Ikka) est une série télévisée d'animation japonaise-finlandaise en 104 épisodes de 20 minutes produite par Telecable Benelux B.V. (Telescreen).

## Aperçu
Elle est fondée sur les romans et bandes dessinées des Moomins par l'illustratrice finlandaise et auteure Tove Jansson et son frère Lars Jansson. Elle est la troisième adaptation animée des Moomins, mais la première à être distribuée et diffusée dans d'autres pays à travers le monde.
Sa première diffusion a eu lieu du 12 avril 1990 au 26 mars 1992 sur TV Tokyo. L'émission de deux ans est divisée en deux saisons, la première saison est "Sans marque" (épisodes 1 à 78) du 12 avril 1990 au 3 octobre 1991, et la deuxième saison est Journal d'aventure (冒険日記, Bōken Nikki) (épisodes 79 à 104) du 10 octobre 1991 au 26 mars 1992. La série a également été diffusée en anglais sur CBBC au Royaume-Uni au cours de la même année.
En France, elle a été diffusée à partir du 8 juillet 1991 sur Canal+, et au Québec à partir du 13 octobre 1992 à la Télévision de Radio-Canada et rediffusée à partir du 7 janvier 1997 à Télé-Québec.
En Japon, premier pays émetteur, lorsque la guerre du Golfe a éclaté le 17 janvier 1991, alors que d'autres chaînes de télévision passaient à la diffusion d'urgence, seule TV Tokyo a diffusé "Les Moomins" comme d'habitude, qui a attiré beaucoup d'attention
,. Le taux d'audience à cette époque était d'un cinquième.

## Synopsis
Le spectateur suit les aventures diverses de la famille des Moomins  et d'autres personnages qui gravitent autour des personnages principaux. Ainsi, les jours passent et ne se ressemblent pas dans la vallée des Moomins.

## Doublage

### Japon
- Minami Takayama : Moomintroll
- Mika Kanai : Snorkmaiden (Floren)
- Ikuko Tani : Moominmamma
- Akio Ōtsuka : Moominpappa
- Takehito Koyasu : Snufkin
- Rei Sakuma : Little My

### France
- Luq Hamet : Moomin
- Amélie Morin : Jolie mie
- Barbara Tissier : Chouca et Pouss'Malin
- Henri Poirier puis Jean Michaud : Papa Moomin
- Annick Alane puis Lucette Raillat : Maman Moomin
- Jacques Ciron : Snif
- David Lesser : Pipo
- Georges Atlas : M. Carrousel / monsieur l'agent / le Groke
- Jean-Claude Montalban : Narrateur / Cachou / M. Carrousel (voix de remplacement)
- Claude Chantal : Emma
- Philippe Ariotti : Hobgobelin le magicien / La Panthère Noire
- Julie Turin : Chouca (voix de remplacement, épisodes 1 à 13 puis 24 à 27)
- Frédéric Norbert : Papa Moomin (voix de remplacement)
- Françoise Fleury : Maman Moomin (voix de remplacement, épisodes 28 à 39)
- Francette Vernillat : Pipo (voix de remplacement)
- Serge Bourrier : Snif (voix de remplacement)

 Source et légende : version française (VF) sur RS Doublage et Planète Jeunesse.

## Fiche technique
Tout au long de deux saisons
- Conception de personnages : Yasuhiro Nakura
- Musiques : Sumio Shiratori
- Producteur : Mutsuo Shimizu (TV Tokyo), Manabu Tamura (Telescreen), Yūji Miyashita (Visual 80)

La première saisons (épisodes 1 à 78)
- Réalisation : Hiroshi Saitō
- Composition de la série : Akira Miyazaki
- Scénario : Akira Miyazaki, Shozo Matsuda, Naoko Miyake, Megumi Sugihara, Nobuaki Kishima
- Producteur exécutif : Dennis Livson
- Gestion de la production : Sumio Takahashi

Journal d'aventure (épisodes 79 à 104)
- Réalisation : Takeyuki Kanda
- Scénario : Masaaki Sakurai, Yoshitake Suzuki (Fuyunori Gobu), Hiroko Naka, Akira Shiramizu, Kazumi Koide

## Chanson du thème
Chanson thème d'ouverture
- Vers le monde des rêves (夢の世界へ?) (Épisodes 1 à 52)

Chanteuse: Emiko Shiratori / Paroles : Emiko Shiratori / Composé par : Sumio Shiratori / Arrangé par :  Masatsugu Watanabe
- Chanson magique (おまじないの歌?) (Épisodes 53 à 78)

Chanteuses et chanteurs: Le Corps Pompin : Minami Takayama, Mika Kanai, Akio Ōtsuka, Takehito Koyasu, Rei Sakuma, Ryūsei Nakao)
Paroles : Kiriko Seriguchi / Composé par : Sumio Shiratori / Arrangé par : Masatsugu Watanabe
- Heso magarincho (ヘソまがりんちょ?) (Épisodes 79 à 104)

Chanteurs: Ato Mizumori, Tairon Hashimoto)
Paroles : Emiko Shiratori, Futaba Ōno / Composé par : Sumio Shiratori / Arrangé par : Masatsugu Watanabe
Chanson thème de fin
- Loin désir (遠いあこがれ?) (Épisodes 1 à 52)

Chanteuse : Emiko Shiratori / Paroles : Emiko Shiratori / Composé par : Sumio Shiratori / Arrangé par : Masatsugu Watanabe
- Beau voyage un jour (いつかすてきな旅?) (Épisodes 53 à 104)

Chanteuse: Emiko Shiratori / Paroles : Emiko Shiratori / Composé par : Emiko Shiratori / Arrangé par : Masatsugu Watanabe

## Différences dans les livres
La série comprend des intrigues prises des livres des Moomins : Finn famille Moomintroll (huit épisodes), Moominland Midwinter (trois épisodes), Moominsummer Madness (trois épisodes), les exploits de Moominpappa (trois épisodes), Moominpappa en mer (deux épisodes) et plusieurs histoires courtes de la collection Les contes de la Vallée des Moumines (cinq épisodes au total). Environ vingt épisodes de la série originale et des dizaines d'autres suites dans la série sont fondés sur des histoires tirées des bande dessinées de Tove Jansson et de Lars Moomin. La série avait des différences dans les livres et les bandes dessinées, plus fortement que la série européenne stop-motion Les Moomins qui a été diffusé entre 1977 et 1982, mais pas autant que les deux précédents adaptations d'animés. Certains événements et les personnages des livres et bandes dessinées sont manquants afin d'adapter la propre continuité de la série ou pour des raisons inconnues. Beaucoup de nouvelles intrigues et de nouveaux personnages ont été ajoutés, en particulier dans les épisodes plus tard. Certaines différences notables incluent :
- Moomintroll est appelé simplement « Moomin », sauf dans le premier épisode de la version japonaise, où le narrateur lui présente « Moomintroll » ;
- Jolie Mie (Little My) apparaît dans la série depuis le début, mais apparaît seulement dans des volumes plus tard dans les livres ;
- la dame de froid semble très différente de la description des livres ;
- dans les livres, les Moomins échangent Ruby du roi pour chapeau haut de la Super-Bouffon, et le Hobgoblin arrive plus tard, pour recueillir Ruby du roi, avec un nouveau chapeau. Dans la série cependant, Hobgoblin obtient son chapeau haut de retour dans le deuxième épisode et, dans le septième épisode, les Moomins échangent à la place Ruby du Roi pour une forme de cœur coquillage Snorkmaiden nommé Moomin ;
- un fillyjonk élève Moominpappa à l'orphelinat de la série, tandis que dans les livres, c'est un Hemulen qui s'occupe de lui ;
- Chouca (Snorkmaiden) et Sniff qui disparaissent parfois dans la série de livres ont de plus grands rôles dans la série télévisée apparaissent assez souvent tout au long de la série ;
- Pipo (Snufkin) prend une attitude amicale envers les personnages qui ne sont pas dans la famille Moomin. Il ne fume pas une pipe dans la série ;
- Alicia et sa grand-mère (la sorcière) sont des personnages qui ont été inventés pour la série, elles n'existent pas dans les livres ou dans les bandes dessinées.